# 137 (عدد)
137 عدد صحيح. طبيعي بين 136 و138.

## في الرياضيات
- 137 عدد فردي
- 137 له كتابة وحيدة في صيغة مجموع مربعين : 137 = 4²+11² و كتابتين فقط في صيغة 3 مربعات كاملة غير سالبة:1²+6²+10²=8²+8²+3²=137
- 137 و 139 عددان أوليان توأم.
- 137 هو وتر ثلاثية فيتاغورس. 137² = 88² + 105²
- 137 قاسم لـ{\displaystyle 37^{4}-1}.
- 137 هو ثابت البناء الدقيق للثابت ألفا.